# Friauville
Friauville – miejscowość i gmina we Francji, w regionie Grand Est, w departamencie Meurthe i Mozela.
Według danych na rok 1990 gminę zamieszkiwało 225 osób, a gęstość zaludnienia wynosiła 35 osób/km² (wśród 2335 gmin Lotaryngii Friauville plasuje się na 820. miejscu pod względem liczby ludności, natomiast pod względem powierzchni na miejscu 883.).